# Dolna Studena, Ruse
Dolna Studena (în bulgară Долна Студена) este un sat în comuna Țenovo, regiunea Ruse,  Bulgaria. 

## Demografie
Componența etnică a satului Dolna Studena
     Bulgari (62,19%)
     Nicio identificare (37,31%)
     Altele (0,48%)
La recensământul din 2011, populația satului Dolna Studena era de 828 locuitori. Din punct de vedere etnic, majoritatea locuitorilor (62,19%) erau bulgari. Pentru 37,31% din locuitori nu este cunoscută apartenența etnică.